# 奥津軽いまべつ駅
奥津軽いまべつ駅（おくつがるいまべつえき）は、青森県東津軽郡今別町大字大川平（おおかわだい）字清川にある、北海道旅客鉄道（JR北海道）北海道新幹線・海峡線の駅。
東日本旅客鉄道（JR東日本）津軽線の津軽二股駅とは別駅の扱いだが、連絡通路を介して隣接している。
本項では便宜上、当駅と同一地点に所在し、開業前日限りで廃止された海峡線津軽今別駅（つがるいまべつえき）についても言及する。

## 概要
北海道新幹線を走行する「はやぶさ」「はやて」合計13往復のうち、7往復14本が停車する。青函トンネルの竜飛口から約6 km の地点にあり、避難・消火設備、保守拠点（奥津軽保守基地）を併設する。北海道新幹線と線路・施設を共用する海峡線は定期旅客列車の運行が無く、当駅では新幹線とは別に待避設備を有するのみで、旅客ホームは設置されていない。
本州最北端の新幹線停車駅であり、JR北海道の管轄する旅客駅としては最南端かつ唯一北海道外（青森県内）に所在し、いわゆる三島会社（JR九州、JR北海道、JR四国）の管轄する旅客駅で唯一本州に位置する駅でもある。
当駅は東日本旅客鉄道（JR東日本）津軽線の津軽二股駅と隣接しており、津軽二股駅付近から連絡通路が整備されている。また、道の駅いまべつにも隣接している（「#駅周辺」「#二次交通」で後述）。

## 歴史
当駅はもともと青函トンネルの在来線取り付け部の計画時点では、本州側保守基地の分岐点および火災列車の消火設備を設置する新津軽二股信号場（しんつがるふたまたしんごうじょう）として計画されていたが、地元の請願により1988年（昭和63年）の海峡線開業時には旅客駅の津軽今別駅として開業した経緯があった。
その後、北海道新幹線新青森駅 - 札幌駅間の駅・ルートが運輸省（当時）により1998年（平成10年）1月に決定すると、同年2月3日に当時の建設主体であった日本鉄道建設公団により当地への新幹線駅設置が発表され、2016年（平成28年）3月26日、北海道新幹線新青森駅 - 新函館北斗駅間の営業運転開始に合わせ、津軽今別駅を前日3月25日付で廃止し、同一地点に新駅として奥津軽いまべつ駅が開業した（津軽今別駅休止→廃止・奥津軽いまべつ駅開業に至る経緯は年表参照）。

### 年表

#### 津軽今別駅
- 1987年（昭和62年）10月27日：自治省（当時）が青森県や今別町などによる新駅建設費約9260万円の財政負担を承認し、新駅開業が内定[新聞 5]。
- 1988年（昭和63年）3月13日：JR北海道海峡線（津軽海峡線）の開通に伴い[10]、津軽今別駅（つがるいまべつえき）開業[10][11][3]。旅客のみ取扱い。
  - 当時は一部の快速「海峡」のみ停車し、特急「はつかり」は通過していた。
- 1998年（平成10年）
  - 1月31日：運輸省（当時）により北海道新幹線新青森駅 - 札幌駅間の駅・ルートが決定。同時に今別町に奥津軽駅（仮称）の設置も決定[9]。
  - 2月3日：北海道新幹線建設主体の日本鉄道建設公団（当時）により奥津軽駅（仮称）の設置を発表[9]。
- 2002年（平成14年）
  - この年、東北の駅百選に選定される。JR北海道の駅で東北の駅百選に選定された駅は当駅が唯一であった。
  - 12月1日：快速「海峡」が廃止され、津軽海峡線の普通列車が消滅したことに伴い、「はつかり」から改称された特急「白鳥」、「スーパー白鳥」のみの停車駅となる[報道 4]。
- 2007年（平成19年）9月28日：北海道新幹線の奥津軽保守基地造成などの工事安全祈願祭が行われる。
- 2010年（平成22年）12月4日：特急「白鳥」のみの停車駅となる[報道 5]。同列車の使用車両はJR東日本所属であるため、自社車両が停車しない駅になった。
- 2011年（平成23年）11月18日：北海道新幹線奥津軽駅（仮称）路盤他工事の安全祈願挙行[報道 6]。
- 2012年（平成24年）
  - 4月26日：鉄道建設・運輸施設整備支援機構が青森県および今別町に対し、駅舎デザイン案を提示[5]。
  - 5月29日：今別町が駅舎デザイン推薦案を決定し、青森県へ報告[5]。
  - 6月8日：鉄道建設・運輸施設整備支援機構が駅舎デザインを決定[5]。
- 2013年（平成25年）
  - 4月26日：今別町がJR北海道本社に対して、駅名を奥津軽いまべつ駅にするよう要望[5][新聞 6][新聞 7]。
  - 6月4日：奥津軽駅（仮称）新築工事安全祈願挙行[5][報道 7]。
  - 10月18日：上り線の線路を切り替え、上り仮設ホームの使用開始[12][新聞 8]。
  - 10月25日：下り線の線路を切り替え、下り仮設ホームの使用開始[12][新聞 8]。
- 2014年（平成26年）
  - 3月15日：海峡線の竜飛海底駅、吉岡海底駅、知内駅の廃止により[報道 8][報道 9]、海峡線唯一の途中駅となる。また、当駅 - 木古内駅間の駅間距離（営業キロ：74.8 km）が、JR旅客6社の鉄道路線における隣接駅間の最長距離となる[注釈 2]。さらに、青森県内に所在する唯一のJR北海道の旅客駅となる。
  - 6月11日：北海道新幹線開業後の駅名を奥津軽いまべつ駅に決定[5][報道 10][新聞 9]。
- 2015年（平成27年）
  - 6月30日：奥津軽いまべつ駅建築工事が竣工[5][新聞 10][新聞 11]。
  - 7月31日：奥津軽いまべつ駅開業に向けた準備組織、「奥津軽いまべつ開業準備駅」設置[5][報道 11]。
  - 8月10日：北海道新幹線関連工事に伴い、同日から津軽今別駅が全列車通過扱いとなり旅客営業休止[報道 12][新聞 12][新聞 13]、同月中に仮設ホームも撤去[新聞 3]。この時点では特急「白鳥」2往復のみの停車であったが、8名以上のグループで利用する場合、1か月前に申請すると特急を臨時停車させることができた[13]。

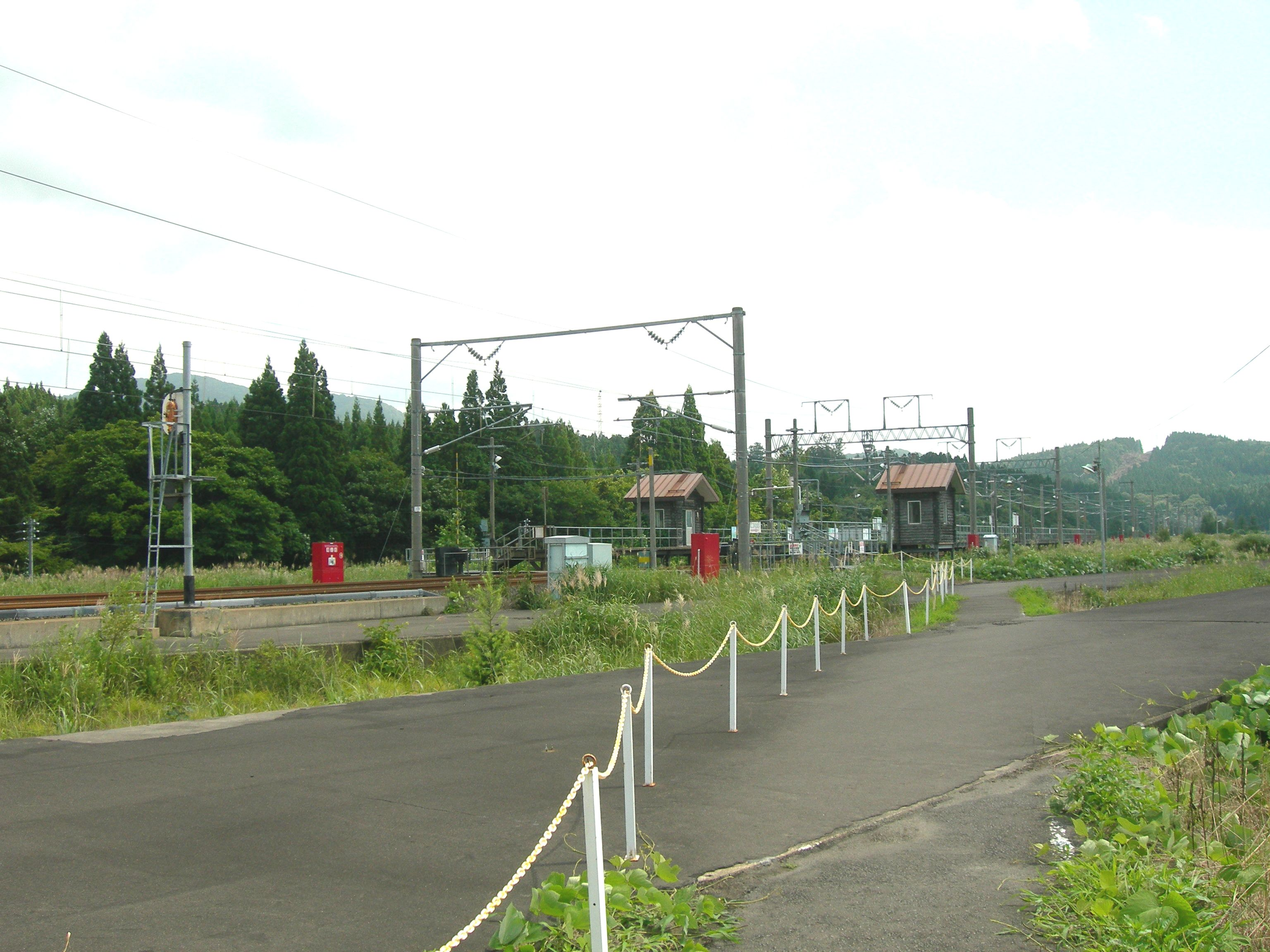
遠景（※切り替え工事前） （2010年8月）
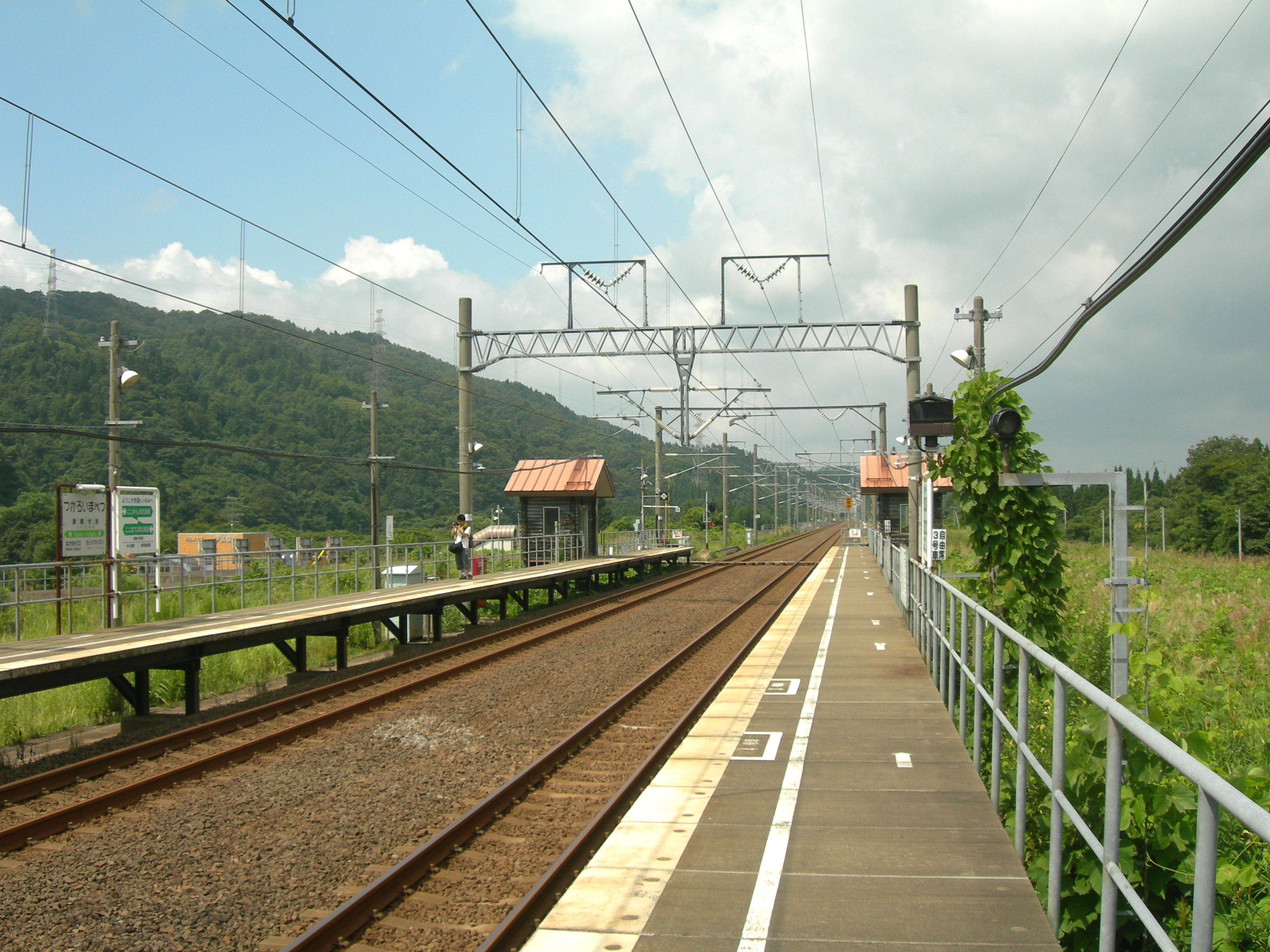
旧ホーム（2010年8月）
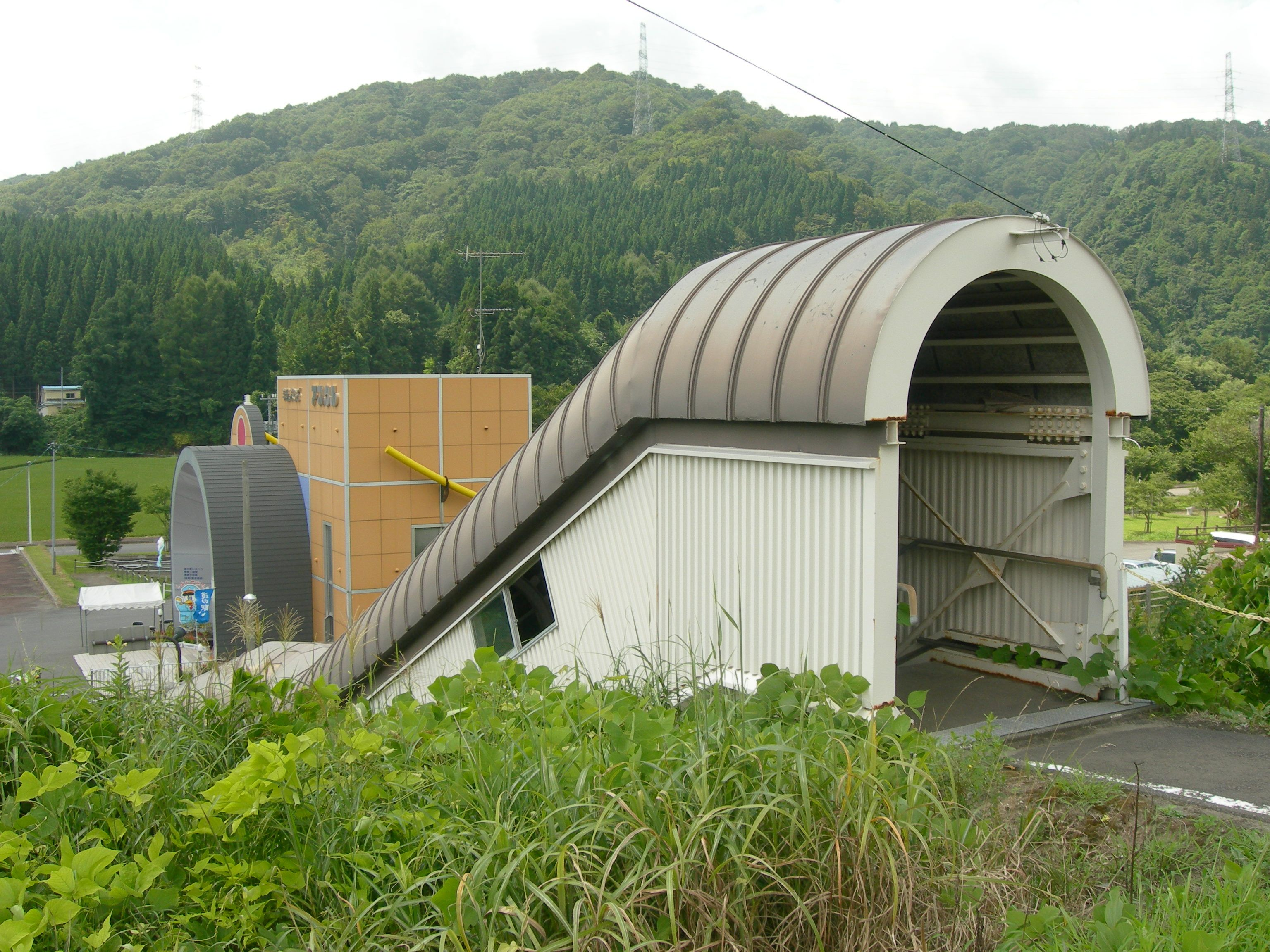
駅の外へつながる階段（2010年8月）
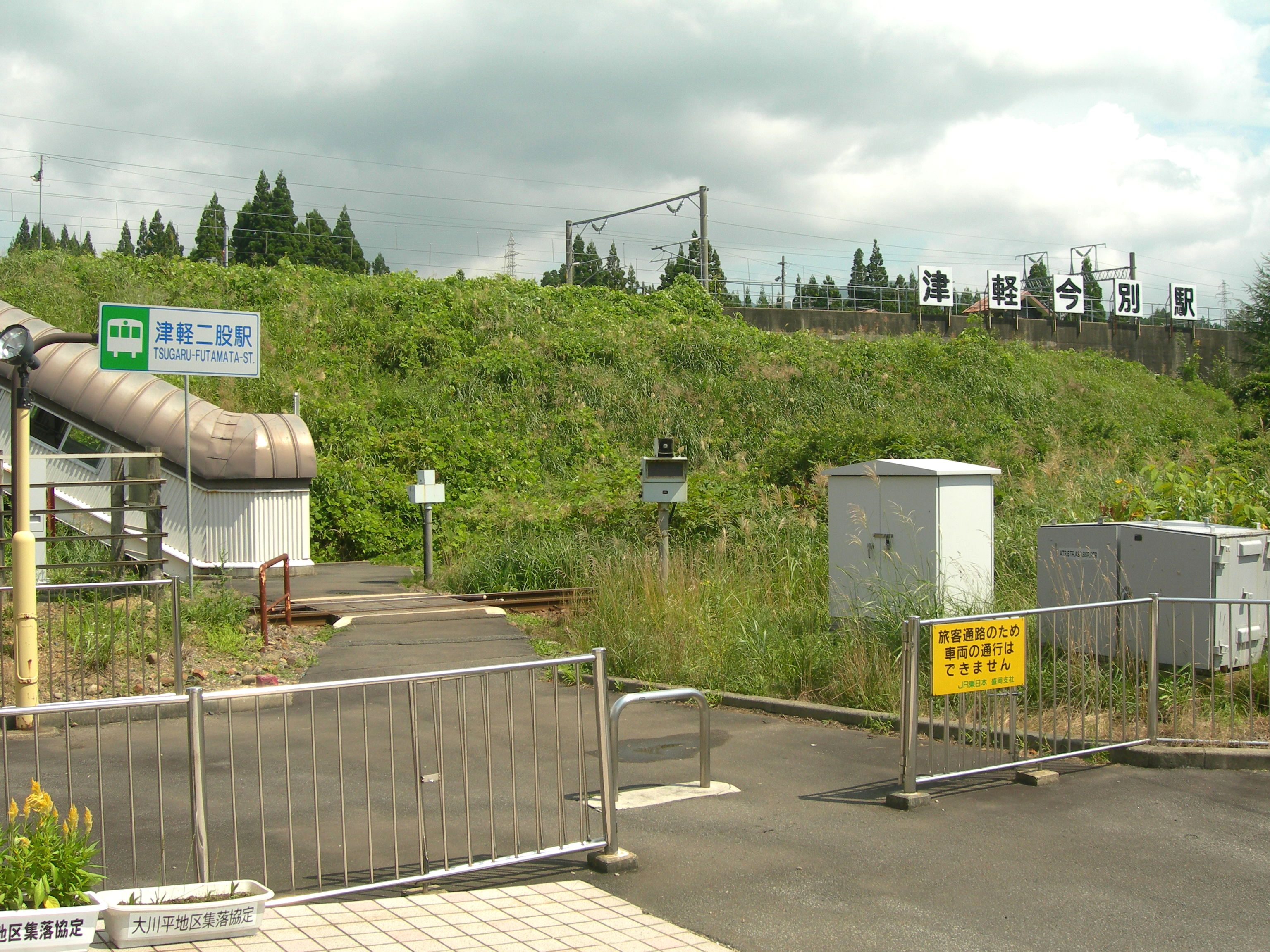
津軽二股駅出入口からみた津軽今別駅（2010年8月）
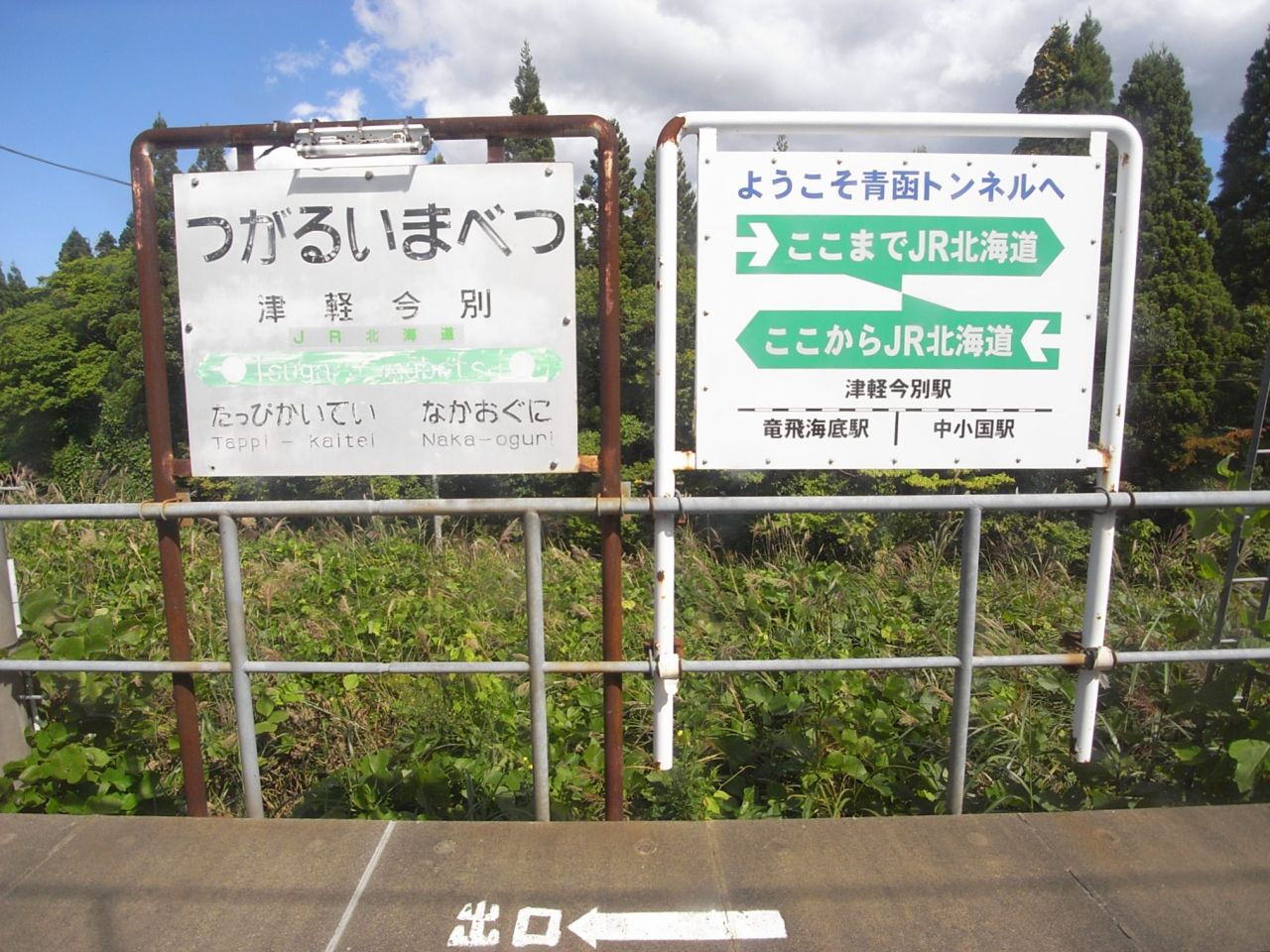
駅名標には隣駅として竜飛海底駅と中小国駅が記載されていた（2008年9月）
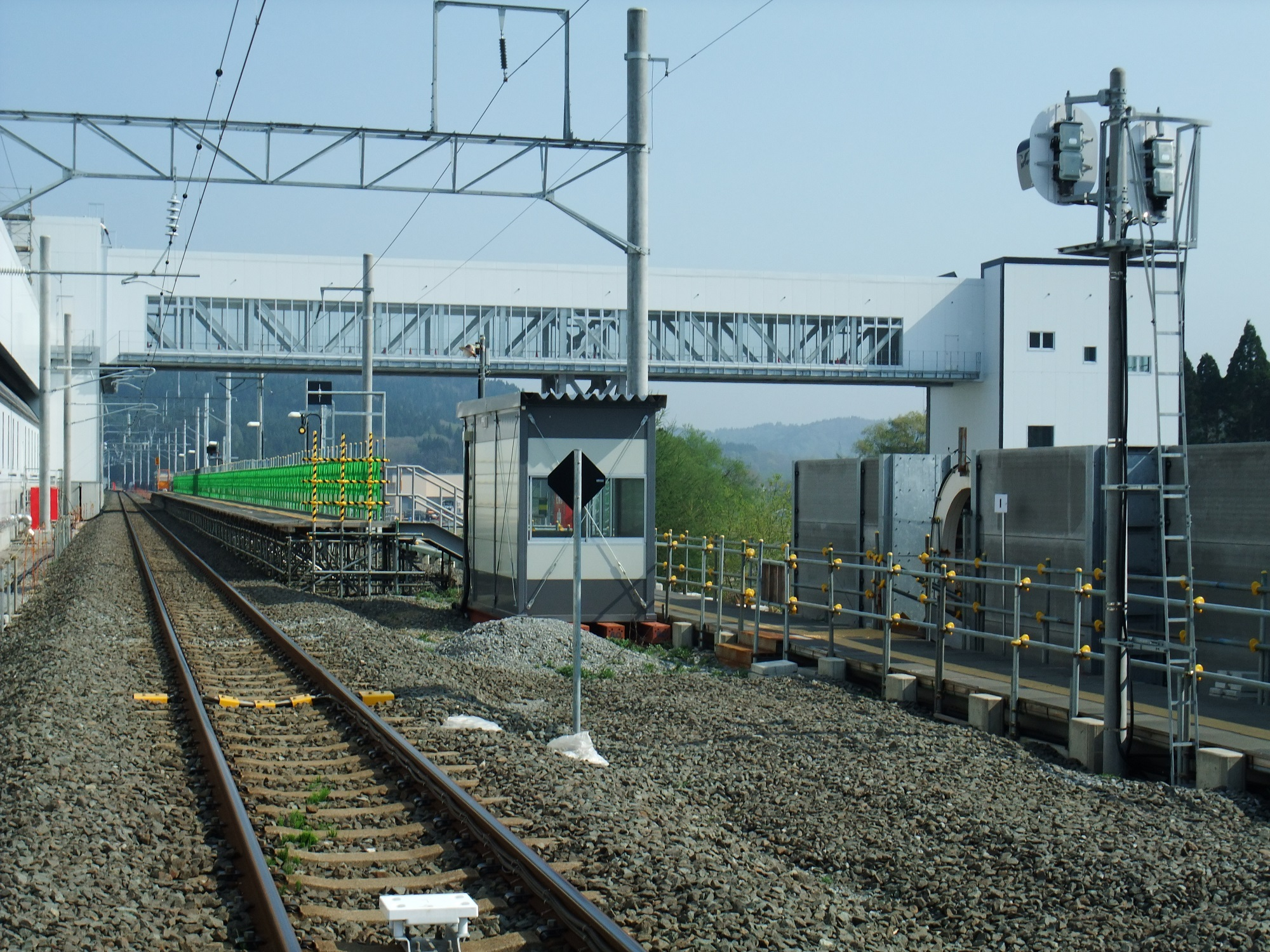
下り線仮設ホーム（2015年4月）
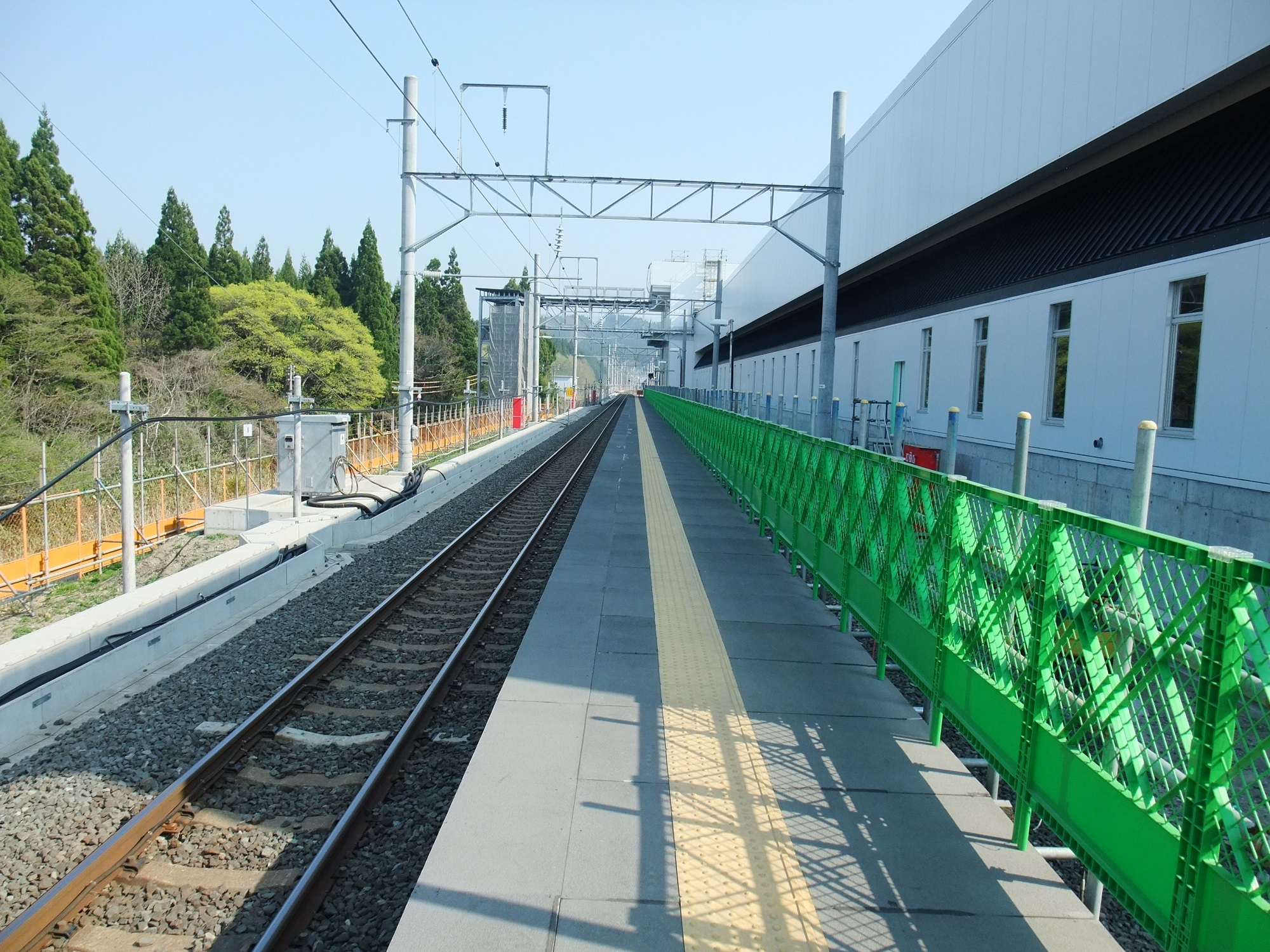
上り線仮設ホーム（2015年4月）

#### 奥津軽いまべつ駅
- 2016年（平成28年）
  - 3月22日：津軽今別駅を含む海峡線新中小国信号場 - 木古内駅間の架線電圧を交流20,000 V・50 Hzから交流25,000 V・50 Hzに昇圧し[新聞 14]、自動列車保安装置をATC-L型からDS-ATCに変更。
  - 3月26日：同日付で次のように改廃。
    - 海峡線津軽今別駅廃止[報道 3]
    - 北海道新幹線の新青森駅 - 新函館北斗駅間開業に伴い、同一地点に奥津軽いまべつ駅が開業[1][5][報道 1][報道 2]。当駅を含む新中小国信号場 - 木古内駅間の82.1 km区間[報道 13]が三線軌条による新幹線（標準軌、軌間：1,435 mm）・在来線（狭軌、軌間：1,067 mm）の共用区間となる。
- 2020年（令和2年）3月14日：新幹線eチケットサービス開始[報道 14]。
- 2021年（令和3年）
  - 8月1日：新幹線（はやぶさ1号）の予約状況を基に竜飛岬方面へ向かう乗合タクシーを配車する実証実験を行う[14]。
  - 年度内：話せる券売機を導入[報道 15]。
- 2022年（令和4年）8月3日：記録的な大雨により、駅1階部分が冠水[新聞 15]。

### 駅名の由来
新幹線駅としては計画当初より奥津軽駅（おくつがるえき）の仮称が使用されていたが、2013年（平成25年）4月26日に今別町がJR北海道本社に対して駅名を奥津軽いまべつ駅とするように提案し、2014年（平成26年）6月11日にJR北海道から正式発表された。

## 駅構造
2面2線の相対式ホームを有する地上駅（橋上駅）。下り線は本線がホームのない通過線となっており、待避線上にホームがある。駅本屋棟の外側には海峡線運行列車が通過する狭軌の待避線が上下各2線あり、下り狭軌待避線と津軽線の間には奥津軽保守基地（標準軌・狭軌）が設けられている。新幹線のホームは有効長が263メートルで、可動式ホームドアが設置されている。
駅舎は鉄骨造り3階建て。デザインコンセプトは「本州最北の地から北の大地へ 〜津軽海峡の四季が感じられる駅〜」。高台に設置されている駅本屋棟と高さ約25メートルの昇降棟があり、両者は下り狭軌線、保線用線路及び津軽線を跨ぐ通路がつないでいる。昇降棟の壁面はガラス張りで、青函トンネルをゲート風にデザインして大きな弧を描いている。
直営駅である。みどりの窓口、指定席券売機、話せる券売機、新幹線自動改札機が設置されている。駅出入口は1か所で、反対側（駅東側）へは直接出られない。構内には売店などの設備はない。駅レンタカー業務については「道の駅いまべつ」が受託で行っている。

### のりば
| 番線 | 路線         | 方向 | 行先           |
| ---- | ------------ | ---- | -------------- |
| 11   | 北海道新幹線 | 上り | 盛岡・東京方面 |
| 12   | 北海道新幹線 | 下り | 新函館北斗方面 |

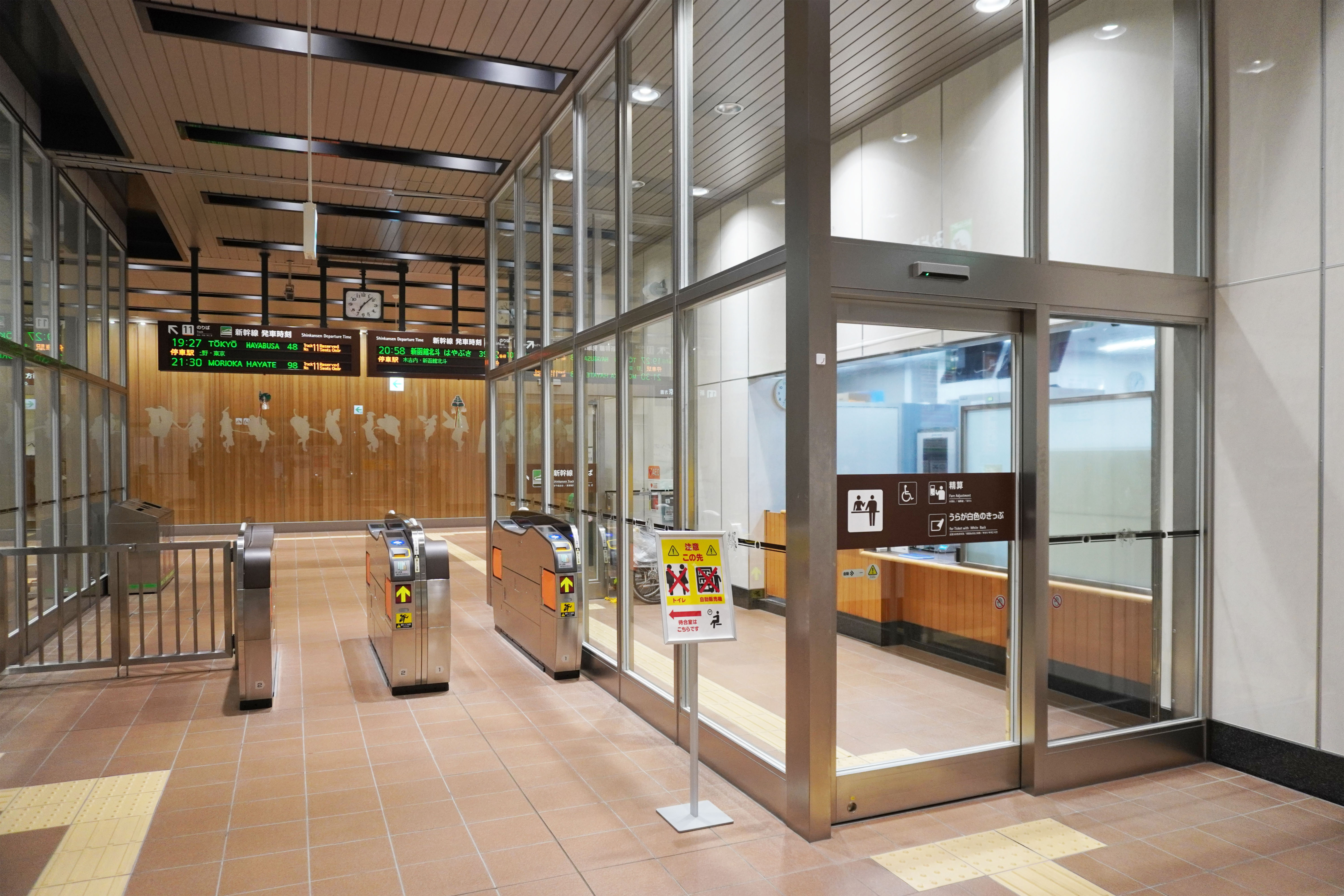
改札口（2023年10月）
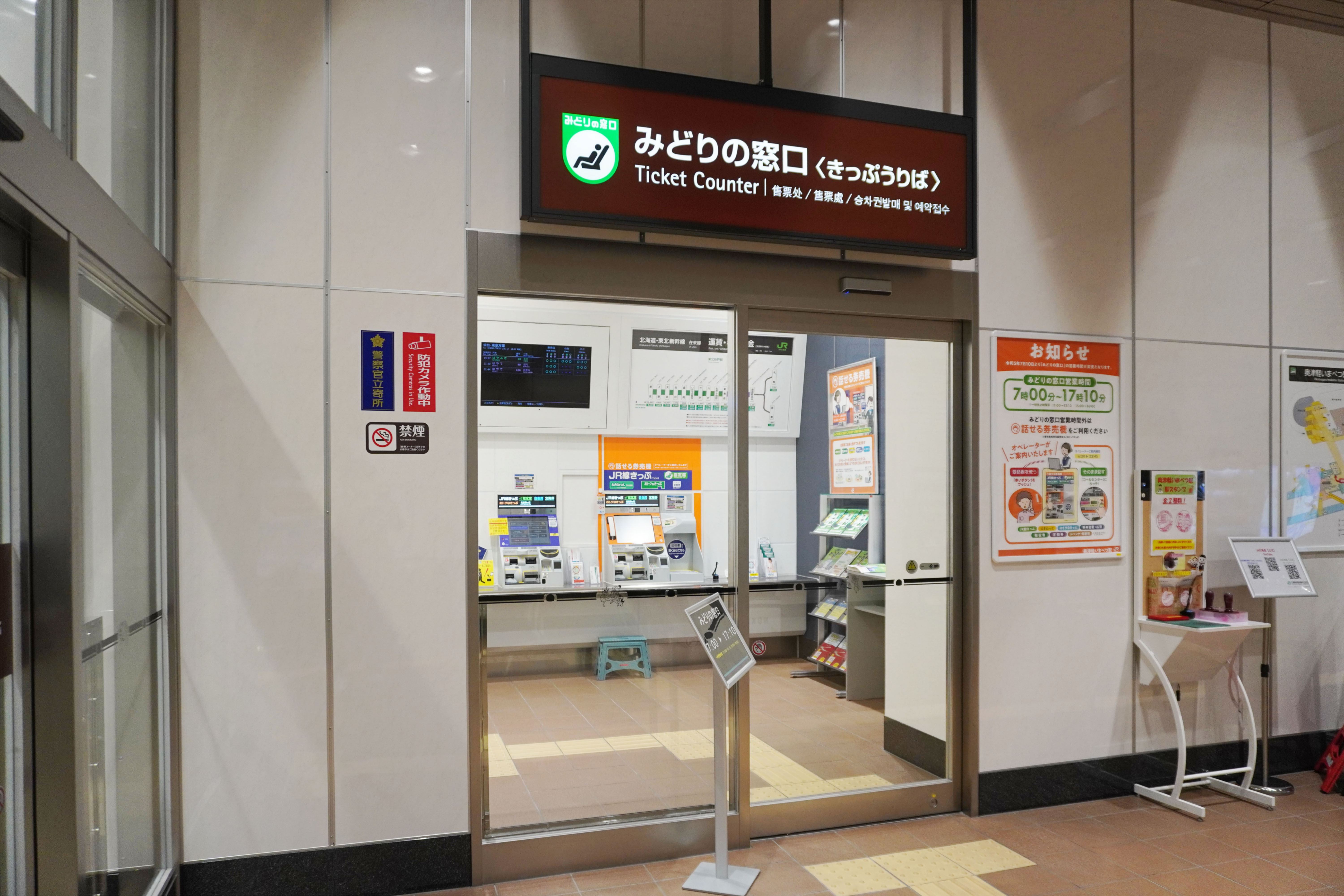
切符売り場（2023年10月）
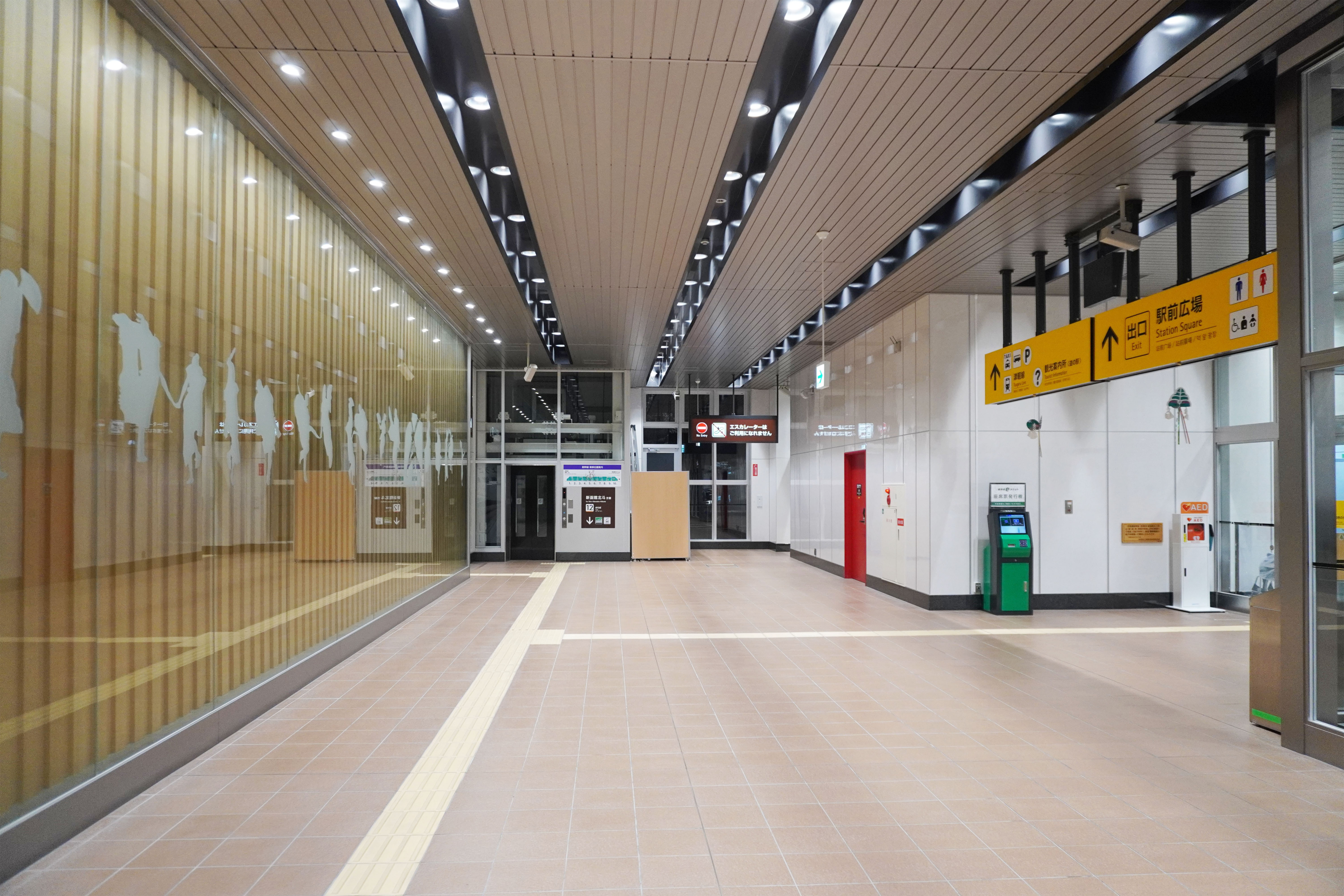
改札内コンコース（2023年10月）
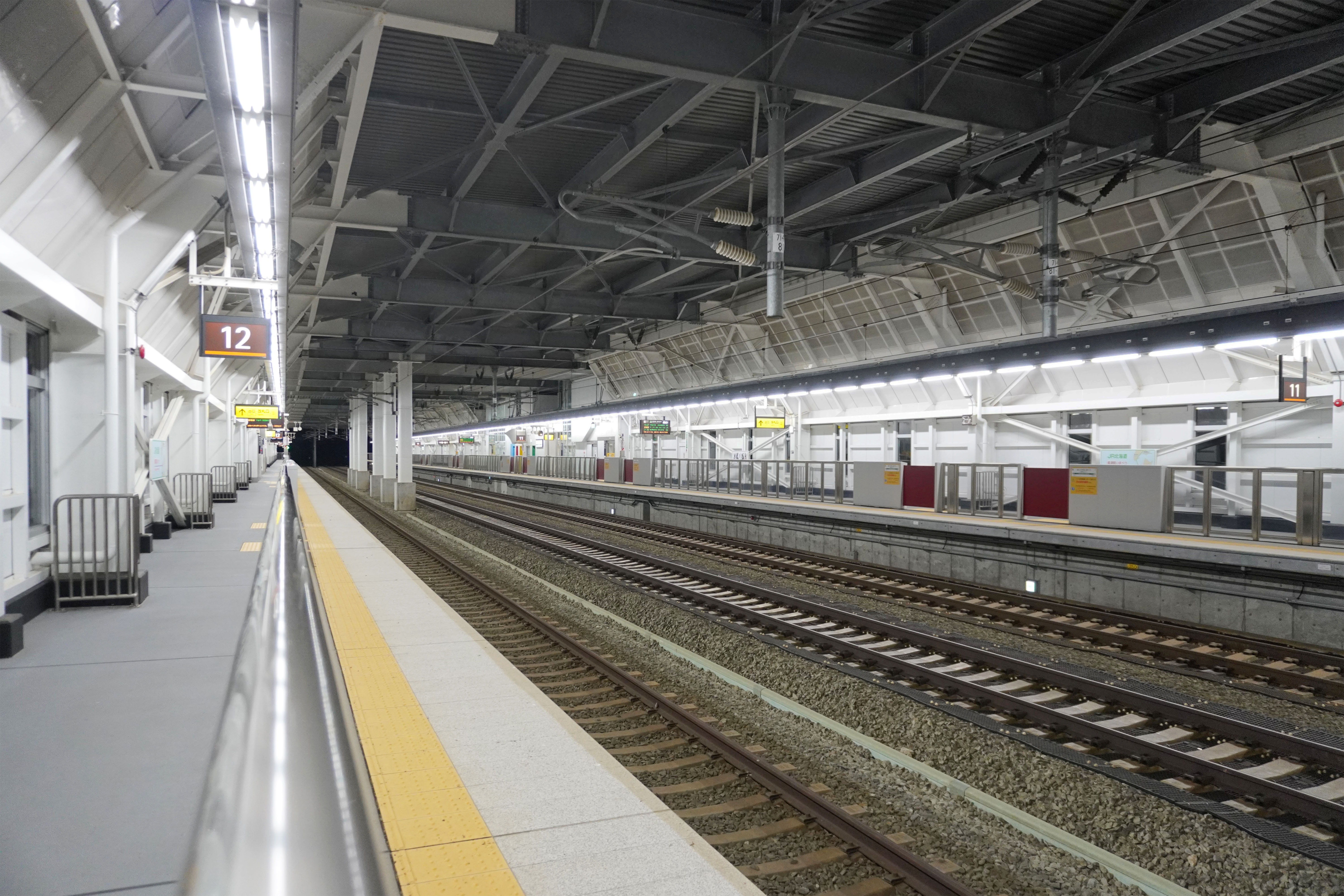
ホーム（2023年10月）
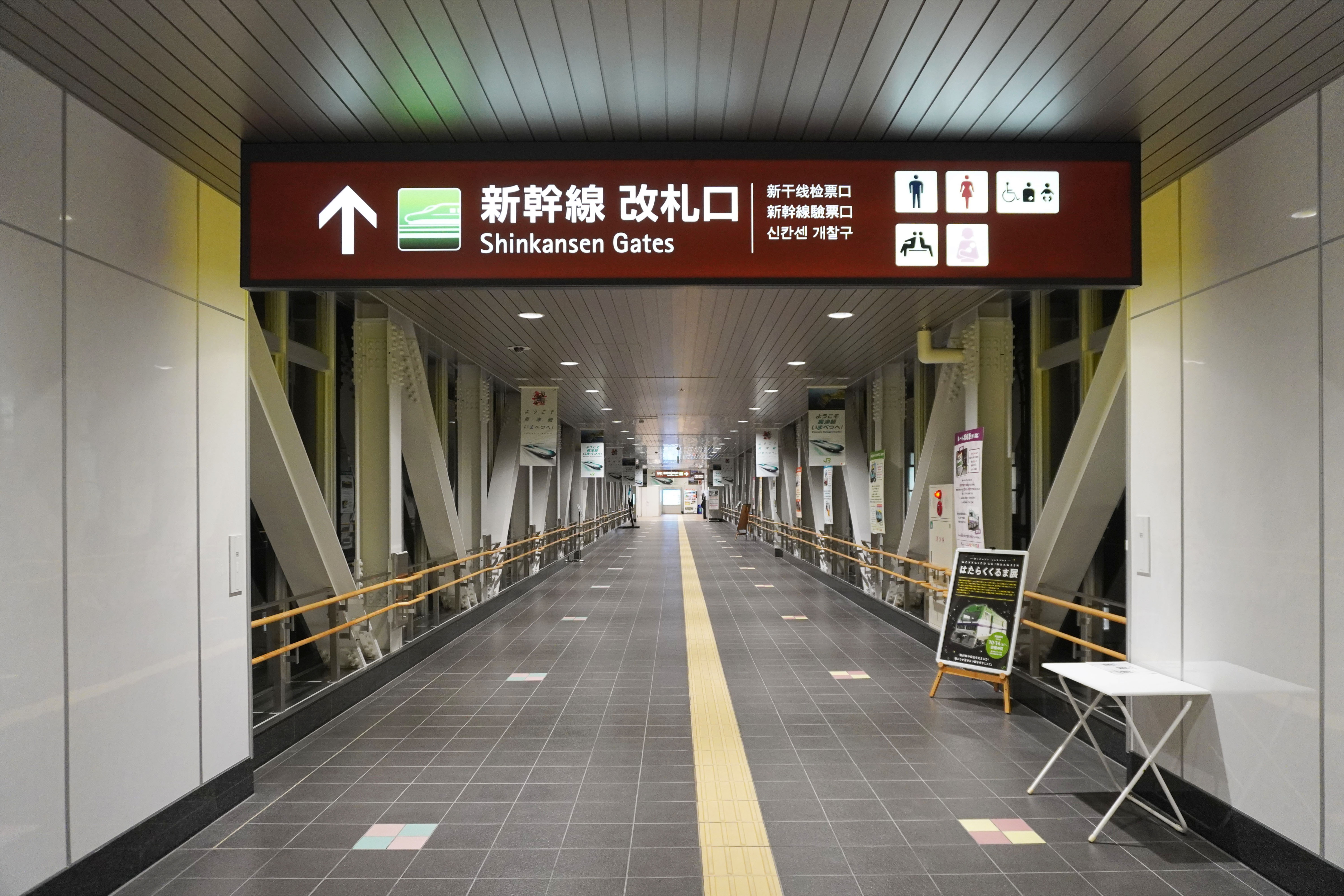
津軽線と奥津軽保守基地を跨ぐ連絡通路（2023年10月）
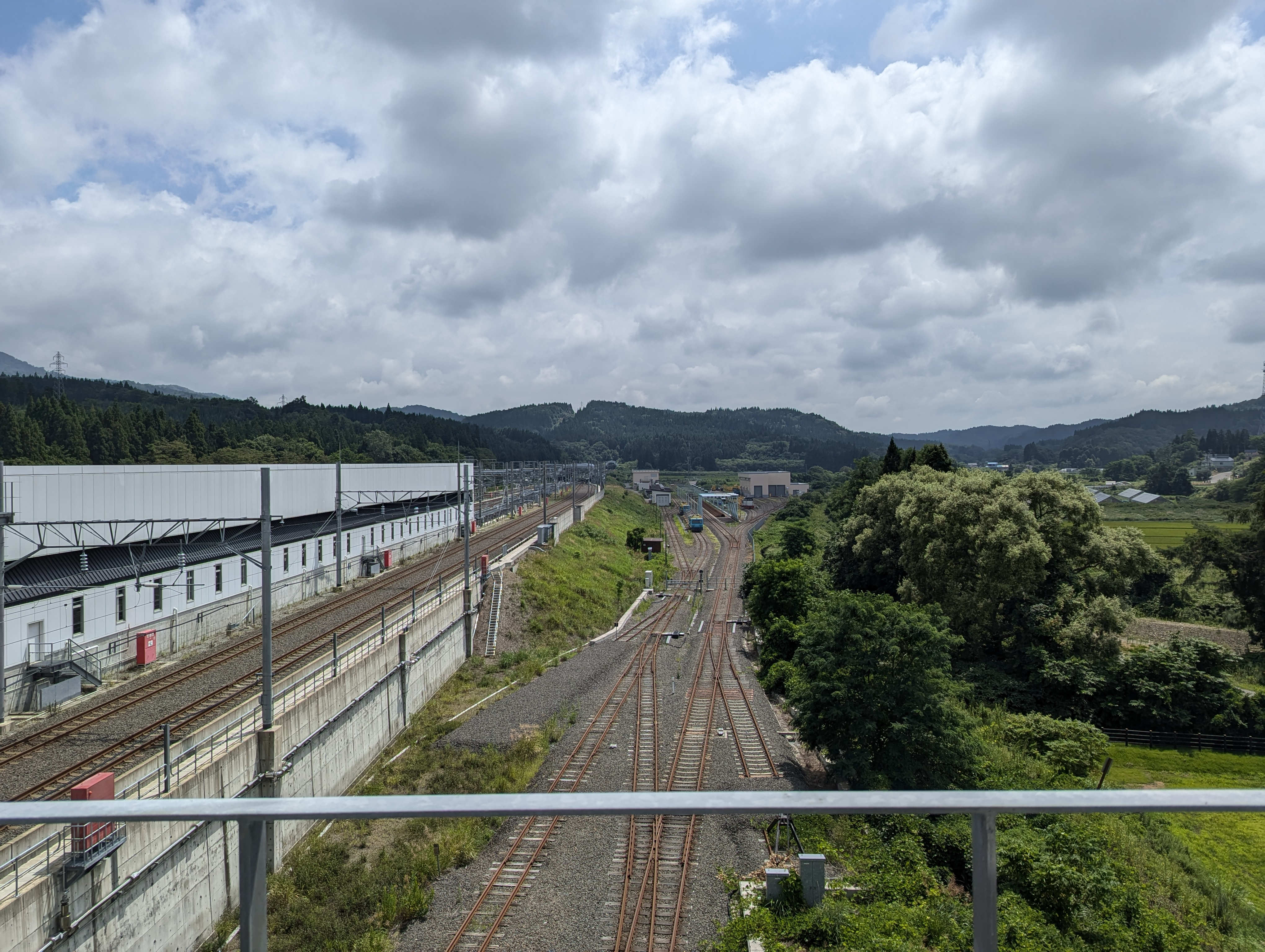
左から、奥津軽いまべつ駅上屋、奥津軽いまべつ駅下り狭軌副本線、奥津軽保守基地、津軽線（2024年8月）
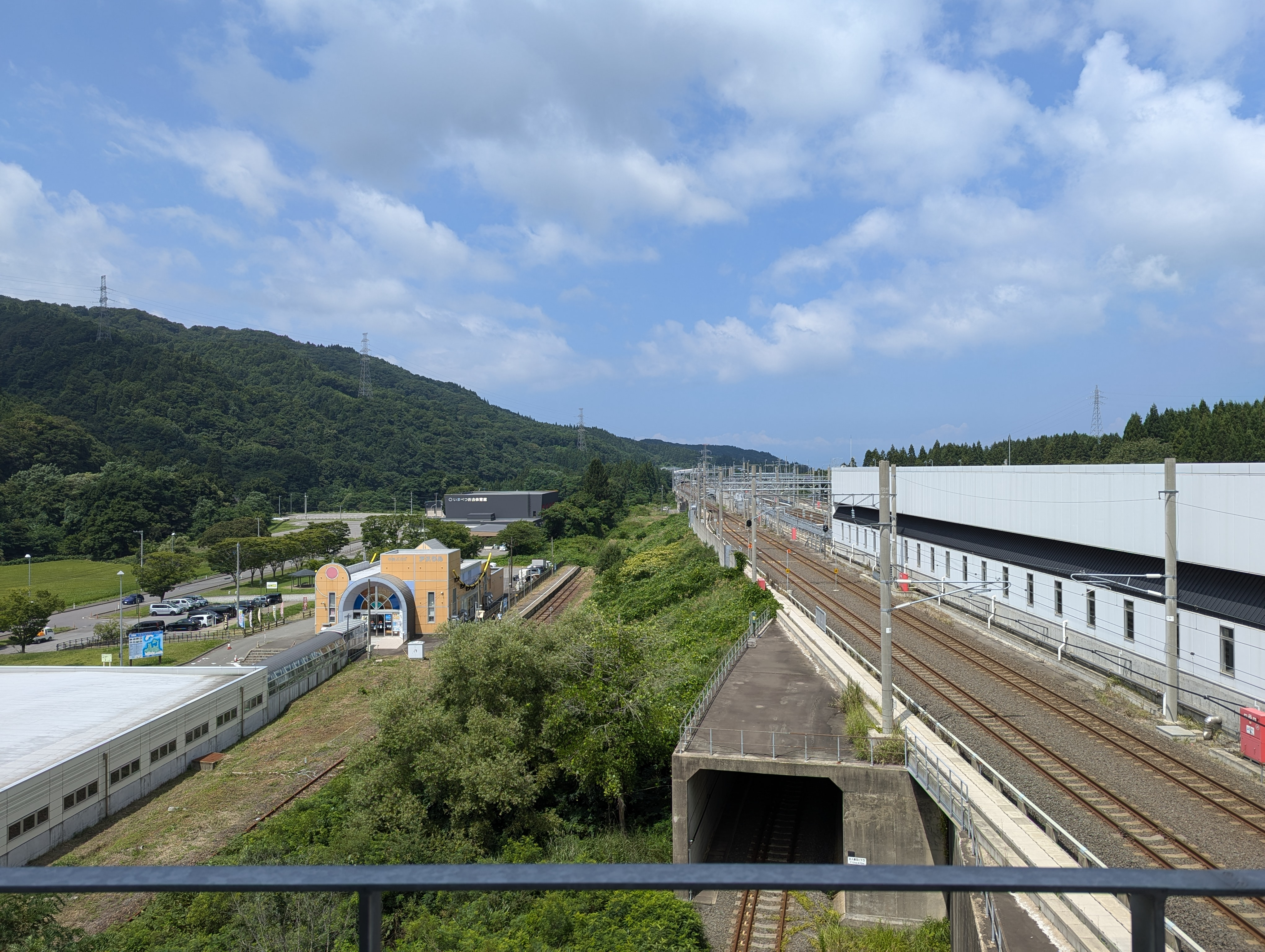
左から津軽二股駅と三線軌条引き込み線（2024年8月）
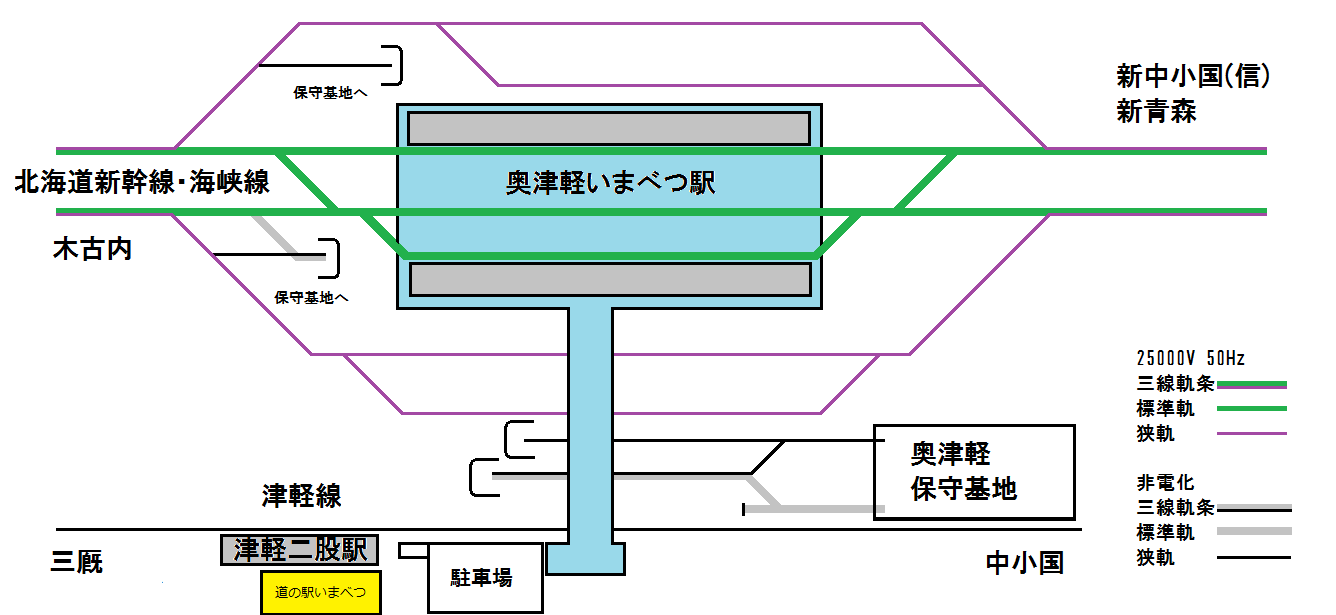
構内概略図

## 津軽今別駅時代の駅構造
上下方向別の単式ホーム2面2線を有する無人駅であった。駅の設備は簡素で跨線橋がなく、下りホームへの移動は構内踏切を利用していた。開業当初は相対式ホーム2面2線であったが、北海道新幹線の建設工事に伴い、2013年（平成25年）に旧ホームの外側にのちに奥津軽いまべつ駅狭軌待避線の一部となる在来線用の線路と仮設ホームが設置され、同年10月に仮設ホームの使用を開始し（上り線は18日、下り線は25日）、旧ホームは撤去された。その後、旧ホームのあった位置には新幹線ホームが建設され、在来線は本線から分岐して新幹線ホームを抱き込み、仮設ホームはさらにその外側に設置されていた。なお、上りホームへ行くためには引き続き函館方の構内踏切を渡る必要があったので、将来新幹線の本線となるレールを一般の旅客に歩いて渡らせるという珍しい状態が続いた。また、踏切からは建設中の新幹線ホームを間近に見ることができた。
駅に向かう通路（階段）には屋根が設置されていたが、ホームには屋根がなかった。2014年（平成26年）12月1日から2015年（平成27年）8月9日まで、北海道新幹線の試験走行に伴い、上り特急「白鳥96号」発車後から翌朝の下り特急「白鳥93号」発車前まで、安全上の観点から海峡線ホームは立ち入り禁止となっていた。列車の停車が無くなった2015年（平成27年）8月10日以降、ホームに立ち入るための通路が閉鎖され、同月中に仮設ホームも撤去された。
| 番線 | 路線                 | 方向 | 行先             |
| ---- | -------------------- | ---- | ---------------- |
| 1    | 海峡線（津軽海峡線） | 下り | 木古内・函館方面 |
| 2    | 海峡線（津軽海峡線） | 上り | 青森・新青森方面 |

## 旅客営業における特記事項

### 北海道新幹線開業までの特急料金不要の特例
「木古内駅#旅客営業における特記事項」も参照。
2002年（平成14年）12月1日のダイヤ改正で快速「海峡」が廃止されてから北海道新幹線が開通する2016年（平成28年）3月25日（事実上21日）まで、津軽今別駅を含む海峡線の蟹田駅 - 木古内駅間は特急列車のみの運転となり、普通（快速）列車が設定されていなかった。そのため、上記区間に含まれる各駅相互間で特急列車の普通車自由席に乗車する場合には、特急料金が不要となる特例が設けられ、青春18きっぷや北海道&東日本パスといった普通列車専用の特別企画乗車券でも適用されていた。

### 北海道新幹線開業後の企画乗車券における扱い
北海道新幹線開業後は青函トンネルを通る定期旅客列車は全て新幹線列車かつ全席指定となり、この特例も廃止されたが、代わって青春18きっぷについては「青春18きっぷ 北海道新幹線オプション券」を購入する場合のみ、津軽線津軽二股駅乗り換え⇔奥津軽いまべつ駅 - （北海道新幹線）木古内駅 - （道南いさりび鉄道線）五稜郭駅⇔函館本線乗り換え間を本きっぷ1枚で1回乗車できる特例が新たに設けられた。また、秋の乗り放題パスでも同様に「秋の乗り放題パス 北海道新幹線オプション券」が発売された。また、『北海道&東日本パス』については、別途特定特急券を購入すれば、当駅を含む「新青森 - 新函館北斗」相互間で、普通車指定席の空席を利用できる特例が設けられた。
このうち「青春18きっぷ 北海道新幹線オプション券」については2024年度冬季より、北海道新幹線の利用区間が新青森駅 - 木古内駅間に変更され、奥津軽いまべつ駅での乗下車はできなくなった。

### 津軽二股駅との乗換に関する扱い
旧・津軽今別駅時代から津軽線津軽二股駅と隣接しているが別駅扱いであり、両駅を乗換駅として、運賃を通算した1枚の乗車券を発行することはできない。また、北海道新幹線と並行する津軽線は幹在同一路線となっていないため、営業キロ601 km以上で割引となる往復乗車券は、どちらかに発駅または着駅の指定をしないと適用にならない。
連絡駅としても公式には扱われていなかったが、前述の「青春18きっぷ 北海道新幹線オプション券」では、「新幹線奥津軽いまべつ駅との乗換駅は津軽線津軽二股駅です。」の条項が案内券片に明記されていた。

### 今別町による町民向け定期券助成制度
今別町では2016年（平成28年）4月、新幹線で青森市方面に通学する児童・生徒の定期券料金の3分の1助成を開始し、2020年（令和2年）4月からは、高校生や大学生、通勤に利用する今別町民へ対象を拡大の上、運賃の助成額も半分へと拡充している。北海道方面へは適用対象外となっている。

## 利用状況
「国土数値情報 駅別乗降客数データ」によると、1日平均乗車人員は以下の通りである。出典が「乗降人員」となっているものについては、1/2とした値を示す。
当駅は、日本全国の新幹線の駅で最も乗車人員が少ない（次点は木古内駅）。
| 1日平均乗車人員    | 1日平均乗車人員 | 1日平均乗車人員  |
| 年度               | 津軽今別駅      | 奥津軽いまべつ駅 |
| ------------------ | --------------- | ---------------- |
| 2011年（平成23年） | 1               | 未開業           |
| 2012年（平成24年） | 1               | 未開業           |
| 2013年（平成25年） | 1               | 未開業           |
| 2014年（平成26年） | 1               | 未開業           |
| 2015年（平成27年） | 0               | 122              |
| 2016年（平成28年） | 廃止            | 35               |
| 2017年（平成29年） | 廃止            | 33               |
| 2018年（平成30年） | 廃止            | 28               |
| 2019年（令和元年） | 廃止            | 26               |
| 2020年（令和02年） | 廃止            | 17               |
| 2021年（令和03年） | 廃止            | 20               |
| 2022年（令和04年） | 廃止            | 20               |

北海道新幹線の開業日2016年3月26日から2017年2月末までの約11か月（340日）間の一日平均乗車人員は、約60人である。

## 駅周辺
津軽半島北部の山中に位置し、今別町などの市街地や集落から離れている。  
- 道の駅いまべつ[18]
- いまべつ総合体育館[19]
- 町営駐車場（駅・道の駅で共用）[20]
  - 屋内（48台収容、営業時間は 6時00分 - 21時30分）
  - 屋外（34台収容、24時間営業）。
- 青森県道287号奥津軽いまべつ停車場線[21]
- 青森県道14号今別蟹田線

## 二次交通

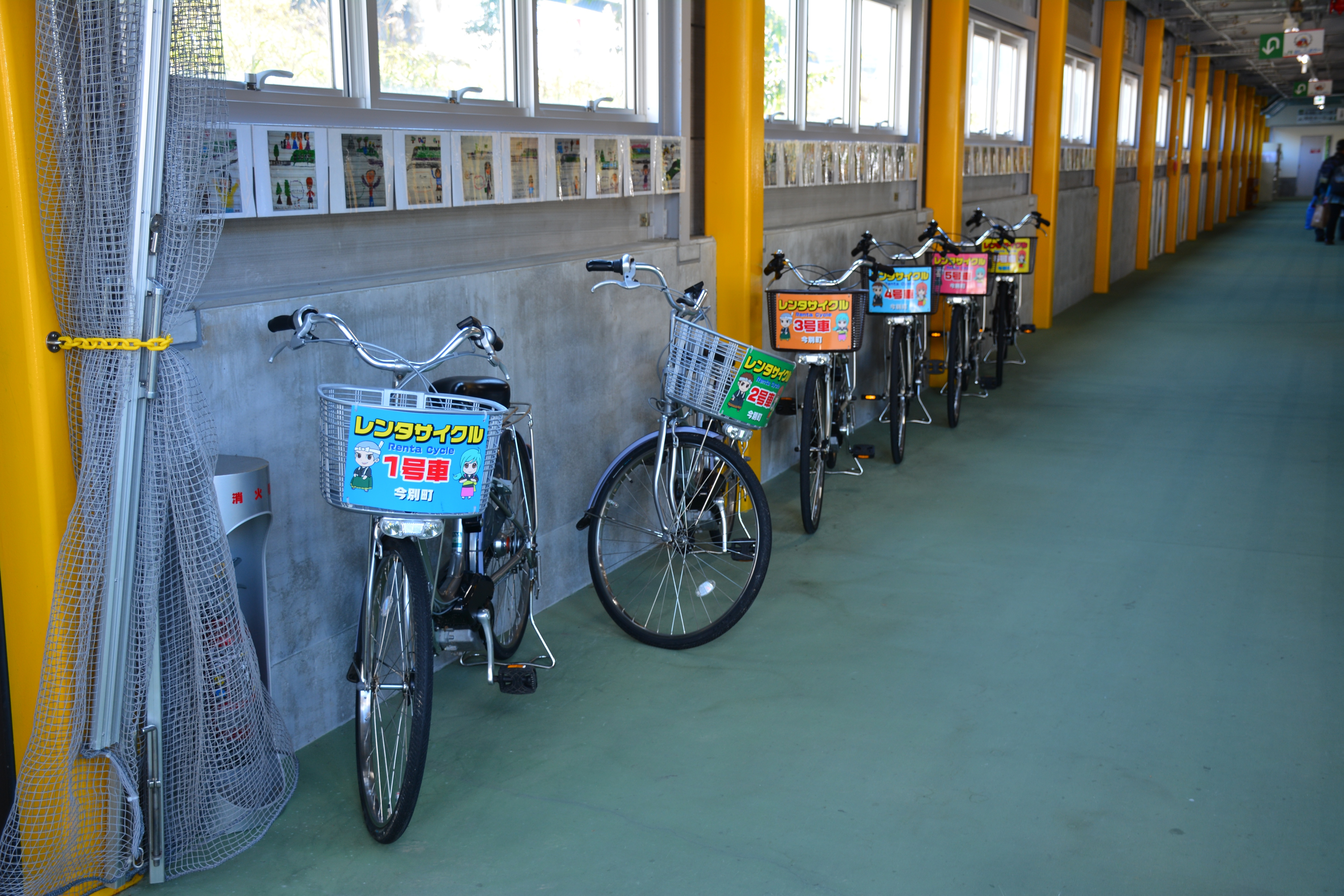
レンタサイクル（2016年10月）

### 鉄道
- 東日本旅客鉄道（JR東日本）津軽線 津軽二股駅（災害のため2022年8月より運休中、代行バス・デマンド型乗合タクシーを運行）

### その他の公共交通
- 今別町巡回バス：山線 - 「奥津軽いまべつ駅」バス停下車。
- 外ヶ浜町循環バス：平館地区バス - 蟹田駅行きのみ運行（到着便なし）

#### 津軽中里駅との連絡
津軽鉄道線終着駅の津軽中里駅（中泊町）とを結ぶ弘南バスによる路線バス「あらま号」が駅が開業した2016年（平成28年）3月26日から運行開始していたが、2020年9月30日で終了し、代替として乗合タクシー（道の駅いまべつを窓口とする予約制）が2020年11月1日に運行を始めた。料金は2400円。
元々このルートには、津軽鉄道が北海道新幹線の開業に合わせてデュアル・モード・ビークル（DMV）を導入する構想を立てていたが、既存の列車とDMVを安全に併用運行するシステムが開発されていないという理由から断念されている。

## 隣の駅
北海道旅客鉄道（JR北海道）
 北海道新幹線
新青森駅 - （新中小国信号場） - （大平分岐部） - 奥津軽いまべつ駅 - （竜飛定点） - （吉岡定点） - （湯の里知内信号場） - （木古内分岐部） - 木古内駅
海峡線
中小国駅 - （新中小国信号場） - （大平分岐部） - （奥津軽いまべつ駅（待避設備のみ）） - （竜飛定点） - （吉岡定点） - （湯の里知内信号場） - （木古内分岐部） - 木古内駅